# A dos vientos. Criticas y semblanzas
A dos vientos. Criticas y semblanzas és un recull d'articles de Ramon Domènec Perés i Perés en castellà. La majoria dels articles van aparèixer a La Vanguardia entre 1888 i 1892 i van ser publicats a la mateixa impremta del diari en un llibre el gener del 1892. Perés intercala crítiques d'obres literàries amb unes Cartas de Inglaterra que comença a publicar el 23 de juliol de 1890 després d'una estada a Gran Bretanya.
És un intent d'analitzar la literatura catalana des de fora, en un esforç d'equilibri i mires universals. Perés defensa una crítica basada en la competència intel·lectual partint de "crítics ilustradíssims o homes que han fet estudis profunds". En concret, es refereix a "Paul Bourget, els Goncourt, Leconte de Lisle, Barbey d'Aurevilly, Carducci, Capuana, Swinburne, Roden Noel, Mathew Arnold, Henry James, i molts altres que estan a totes les literatures".
L'autor indica que a Espanya hi ha una tendència a l'"ignorantisme" o "plantejament intuitiu" respecte la literatura en front del "criticisme" que relaciona amb la "via intelectualista amb una profunda racionalització del fenomen artístic" que defensa i identifica com una tendència a altres països.
Perés expressa un gust per la identificació entre realisme i modernitat i demana que es tracti la literatura catalana "donant-li el lloc que mereix al costat de la castellana". L'autor s'esforça per no ser condescendent ni minoratiu i allunyat de lectures renaixentistes en l'estudi de la literatura catalana. Critica un proteccionisme de la literatura catalana que diu que no frena la creativitat.
Al volum s'hi analitzen desenes d'autors com Menéndez Pelayo, Fredeic Soler, Verdaguer o Pin i soler. Destaca la narrativa de Benito Pérez Galdós i la poesia d'Apel·les Mestres. El llibre va rebre crítiques favorables a la premsa de Barcelona i de Madrid, de periodistes com Francisco Fernández Villegas o Leopoldo Alas Clarín.